# Мижеркасы
Мижеркасы́ (чув. Мишеркасси) — село в Красночетайском районе Чувашской Республики.  Входит в состав Пандиковского сельского поселения.

## География
Находится в северо-западной части Чувашии на расстоянии приблизительно 6 км на север-северо-запад от районного центра села Красные Четаи.

## История
Известно с 1860 года, когда здесь было 64 двора и 341 житель. В 1897 году было учтено 102 двора и 618 жителей, в 1910 – 138 дворов и 761 житель, в 1927 – 193 двора и 897 жителей, в 1939 – 1003 жителя, в 1979 – 659. В 2002 году было 198 дворов, в 2010 – 133 домохозяйства. В 1929 году был создан колхоз «Красная Звезда», в 2010 действовал ООО «Авангард».  Действовала Троицкая церковь (1902–39).

## Население
Постоянное население составляло 422 человека (чуваши 100%) в 2002 году, 307 в 2010.